# Grigori Andrejewitsch Iossa
Grigori Andrejewitsch Iossa (russisch Григорий Андре́евич Ио́сса; * 24. Januarjul. / 5. Februar 1804greg. in Bogoslowsk; † 27. Julijul. / 8. August 1874greg. in St. Petersburg) war ein russischer Bergbauingenieur, Metallurg und Hochschullehrer.

## Leben
Iossa, Sohn des eingewanderten deutschen Berg-Probierers und thüringischen Schichtmeisters Andrei Grigorjewitsch Iossa (* 1777 in Hessen-Darmstadt), wuchs in der Bogoslowsker Kupferhütte auf. Er studierte an dem Bergingenieur-Korps-Institut (später  St. Petersburger Staatliche Bergbau-Universität) mit Abschluss 1823 als Jahrgangsbester mit Großer Goldmedaille.
1823–1829 arbeitete Iossa im Ural als Aufseher im Berg-Blagodat-Bergbaubetrieb im mittleren Ural bei Kuschwa und auf dem Iljinsk-Goldfeld, wo ihm als Erster die Gewinnung von Rohplatin gelang. 1829–1832 studierte er an der  Bergakademie Freiberg. Nach seiner Rückkehr wurde er 1832 als Professor auf den Lehrstuhl für Metallurgie, Chemie der Salze und Montanwissenschaften (einschließlich der Probierkunst) des Bergingenieur-Korps-Instituts berufen, den er dann 25 Jahre lang innehatte. 1857–1860 war er Direktor des Bergamtes für Kongresspolen. 1861 wurde er Mitglied des Rates und des Wissenschaftskomitees des Bergingenieur-Korps. Er veröffentlichte  seine Arbeiten im Bergjournal, beispielsweise Über die Ausbeutung der Granit-Lagerstätten bei Pitkjaranta. Als Sonderausgaben erschienen Über Steinkohle, Ton für Schamotte und Pyrit des Gouvernements Nowgorod (St. Petersburg 1855) und Über die Schwefelgewinnung (St. Petersburg 1856).
Iossa war der ältere Bruder von Alexander Andrejewitsch Iossa und Onkel von Nikolai Alexandrowitsch Iossa.